# 北安普敦 (马萨诸塞州)

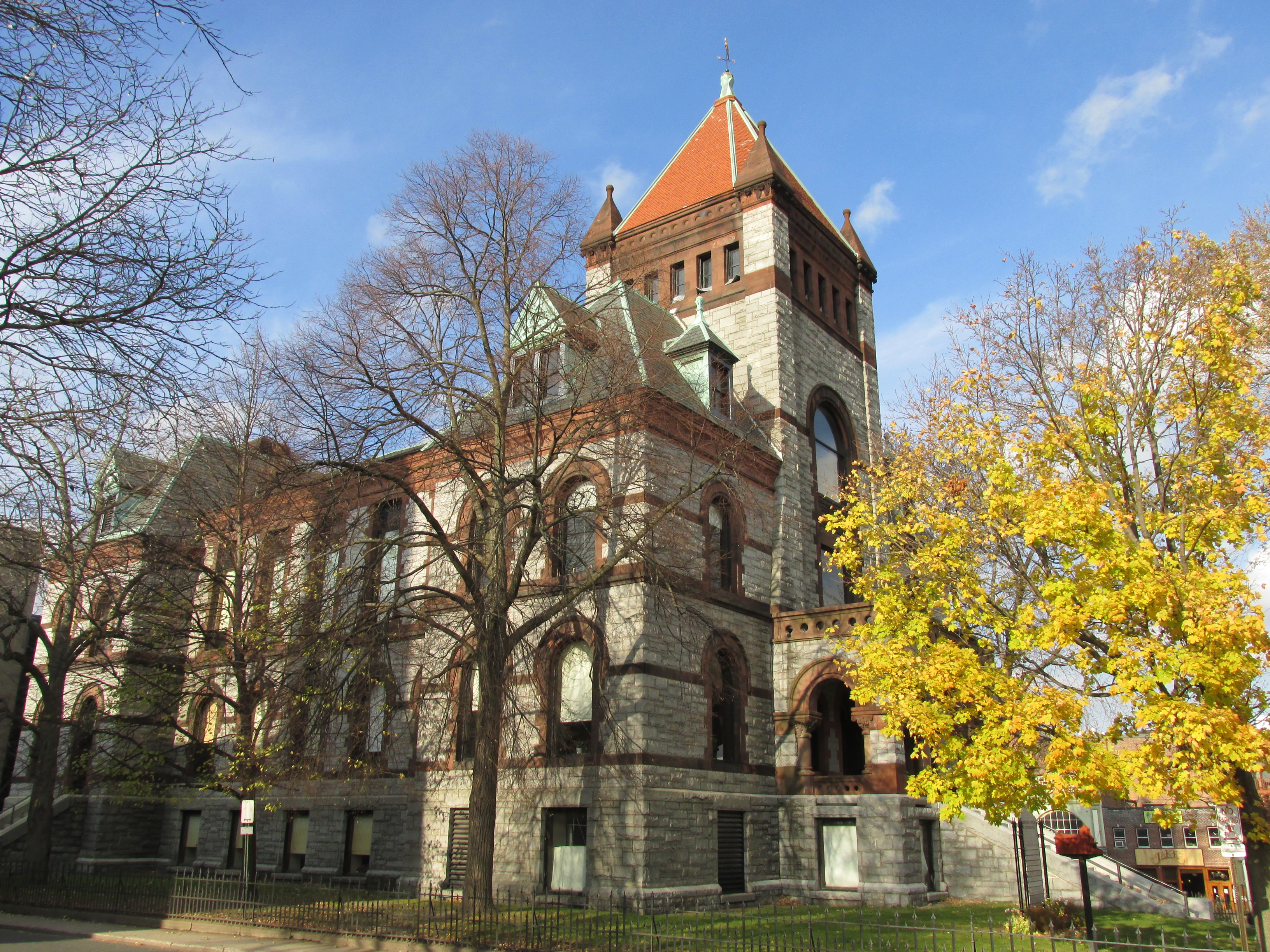

北安普敦（英語：Northampton）为位于美国马萨诸塞州西部的城市，是汉普希尔县的县治所在，人口约3万（2000年）。今日的北安普敦是音乐、艺术及反主流文化的中心。北安普敦是马萨诸塞州斯普林菲尔德都会区的一部分，位于斯普林菲尔德以北15英里。